# Pajarito (kommun)
Pajarito är en kommun i Colombia.   Den ligger i departementet Boyacá, i den centrala delen av landet, 170 km nordost om huvudstaden Bogotá. Antalet invånare är 2 410. Arean är 322 kvadratkilometer.
Terrängen i Pajarito är huvudsakligen bergig, men åt sydväst är den kuperad.